# Comuna Ciumești, Satu Mare
Ciumești (în maghiară: Csomaköz, în germană: Schamagosch) este o comună în județul Satu Mare, Transilvania, România, formată din satele Berea, Ciumești (reședința) și Viișoara.

## Demografie
Componența etnică a comunei Ciumești
     Maghiari (77,45%)
     Germani (8,38%)
     Români (8,3%)
     Romi (4,19%)
     Alte etnii (0%)
     Necunoscută (1,68%)
Componența confesională a comunei Ciumești
     Romano-catolici (78,96%)
     Reformați (9,22%)
     Ortodocși (8,89%)
     Greco-catolici (1,09%)
     Alte religii (0%)
     Necunoscută (1,84%)
Conform recensământului efectuat în 2021, populația comunei Ciumești se ridică la 1.193 de locuitori, în scădere față de recensământul anterior din 2011, când fuseseră înregistrați 1.407 locuitori. Majoritatea locuitorilor sunt maghiari (77,45%), cu minorități de germani (8,38%), români (8,3%) și romi (4,19%), iar pentru 1,68% nu se cunoaște apartenența etnică. Din punct de vedere confesional, majoritatea locuitorilor sunt romano-catolici (78,96%), cu minorități de reformați (9,22%), ortodocși (8,89%) și greco-catolici (1,09%), iar pentru 1,84% nu se cunoaște apartenența confesională.

## Politică și administrație
Comuna Ciumești este administrată de un primar și un consiliu local compus din 9 consilieri. Primarul, Ioan Schwarczkopf[*], de la Uniunea Democrată Maghiară din România, este în funcție din 2016. Începând cu alegerile locale din 2024, consiliul local are următoarea componență pe partide politice:
|  | Partid                                     | Consilieri | Componența Consiliului | Componența Consiliului | Componența Consiliului | Componența Consiliului | Componența Consiliului |
|  | ------------------------------------------ | ---------- | ---------------------- | ---------------------- | ---------------------- | ---------------------- | ---------------------- |
|  | Uniunea Democrată Maghiară din România     | 5          |                        |                        |                        |                        |                        |
|  | Forumul Democrat al Germanilor din România | 2          |                        |                        |                        |                        |                        |
|  | Forța Civică Maghiară - Magyar Polgári Erő | 2          |                        |                        |                        |                        |                        |